# Spermarche
Die Spermarche (altgriechisch σπέρμα spérma „Same“ und ἀρχή archḗ „Anfang“) ist der medizinische Fachausdruck für den Beginn der Spermienproduktion in den Hoden eines heranwachsenden männlichen Jugendlichen während der Pubertät, damit zugleich dem Zeitraum des ersten Samenergusses (Ejakularche) und dem Beginn der Geschlechtsreife. Oft wird der Begriff im Grunde unpräzise mit dem erstmaligen Samenerguss gleichgesetzt.

## Physiologische Grundlagen
Obwohl die männlichen Geschlechtsorgane zum Zeitpunkt der Geburt bereits vollständig angelegt sind, findet die weitere Ausdifferenzierung erst im Verlaufe der Pubertät unter dem Einfluss der Geschlechtshormone statt. Unter dem Anstieg des Testosteronspiegels im Blut erreichen auch die Hoden ihre volle Funktionalität einschließlich der Fähigkeit zur Produktion von befruchtungsfähigen Spermien. Nach der Spermarche erfolgt bei einem durch sexuelle Aktivität willkürlich ausgelösten Orgasmus gegebenenfalls nicht mehr nur eine mehr oder weniger geringe Ausschüttung von Sekreten, sondern ein Samenerguss (Ejakulation). Bei sexuell weniger aktiven oder völlig abstinenten Jugendlichen wird früher oder später eine erstmalige Pollution mit Samenerguss stattfinden (Polluarche). Mit all diesen möglichen Ereignissen wird zugleich auch der Beginn der Geschlechtsreife angezeigt; sie sind anscheinend dem Begriff Menarche, besser der Ovularche (erstmalige Ovulation), nachgebildet und deshalb durchaus als „männliches Äquivalent“ gegenüber der Menarche und der in einem mehr oder weniger großen Zeitabstand nachfolgenden erstmaligen Ovulation zu sehen, die bei einem Mädchen das Erreichen der Geschlechtsreife anzeigt, obwohl erstmalige Menstruation, bzw. erstmalige Ovulation, und erstmalige Bildung und Ejakulation von Spermien im physiologischen Sinne völlig unterschiedliche Erscheinungen darstellen.
Nach der Spermarche besteht das Ejakulat (Sperma) aus zellulären (Spermien, Epithelzellen der Hodenkanälchen) und flüssigen (Seminalplasma) Bestandteilen. In der Regel sind im Ejakulat zunächst nur vereinzelte Spermien minderer Qualität vorhanden, welche oft nicht befruchtungsfähig sind. Erst in darauffolgender Zeit erhöht sich die Zahl und Qualität der Spermien, so dass spätestens dann eine Zeugungsfähigkeit eintritt.

Das Seminalplasma setzt sich zusammen aus Sekreten der sogenannten akzessorischen Geschlechtsdrüsen: Samenleiterampulle (Ampulla ductus deferentis), Samenblasendrüse (Glandula vesicularis), Vorsteherdrüse (Prostata), Bulbourethraldrüse (Glandula bulbourethralis), zu geringen Teilen auch der Hoden und Nebenhoden.

## Zeitpunkt
Bei Jungen mit häufiger sexueller Aktivität einschließlich des Erreichens eines Orgasmus zumeist bei Masturbation findet in der Regel vor und während der Pubertät ein Übergang vom trockenen Orgasmus über den feuchten Orgasmus mit nur geringfügiger Absonderung von Sekret ohne Spermien bis hin zum erstmaligen Samenerguss (Ejakularche) mit anfänglich noch relativ geringer Spermienanzahl statt. Wie bei allen physiologischen Wachstumsveränderungen geschieht dies über eine mehr oder minder große Zeitspanne. In solchen Fällen ist der genaue Zeitpunkt der Spermarche wie auch der Ejakularche allein per Augenschein (einfache Beobachtung ohne Hilfsmittel) nicht eindeutig feststellbar.
Sollte jedoch bei einem Jungen vor und im Verlauf der Pubertät niemals ein Orgasmus durch eigene sexuelle Aktivität ausgelöst werden, dann wird eine Ejakularche in Form einer erstmaligen Pollution (Polluarche) auftreten. Der Zeitpunkt der Spermarche kann in diesem Fall nur indirekt in zeitlicher Nähe vor dieser Polluarche angesetzt werden.
Nach wissenschaftlichen Erkenntnissen findet heutzutage die Spermarche in der Regel mit durchschnittlich 13,4 Jahren (Nielsen et al., 1986) oder nach anderen Quellen mit 13,8 Jahren statt.

## Nachweismethoden
In einer wissenschaftlichen Studie wurde zum Nachweis der erfolgten Spermarche die Anwesenheit von Spermien im Urin der Pubertierenden gemessen. Dies ist möglich, da zumindest nach jedem bewusst oder unbewusst ausgelöstem Orgasmus mit Ejakulation einige Spermien in der Harnröhre verbleiben und beim nächsten Urinieren mit ausgespült werden. Damit kann der Zeitpunkt der Spermarche ebenfalls nur indirekt in zeitlicher Nähe vor dem erstmaligen Auftauchen von Spermien im Urin erschlossen werden, jedoch ohne dabei in die Intimsphäre der Beteiligten einzudringen.